# Громотуха (приток Ульбы)
Громотуха (каз. Күркіреуік) — горная река на севере Восточно-Казахстанской области Казахстана. При слиянии с рекой Тихая образует реку Ульба. Протекает недалеко от города Риддер.
Берёт своё начало с Южного склона Ивановского хребта и Северо-Западного склона Ульбинского хребта от многочисленных рек и ручьёв с названиями Правая и Левая Громотуха. В верхнее течение реки перебрасывается часть стока реки Малая Ульба, в нижнем течении на реке размещены Хариузовская и Тишинская ГЭС Лениногорского каскада.